# Omdurmán
Omdurmán (arabsky أم درمان‎, Umm Durmán, česky také Omdurman) je po Chartúmu druhé největší súdánské město. Rozkládá se na západním břehu Nilu, hned za soutokem Modrého a Bílého Nilu. Centrum města je tvořeno tržištěm, které je největší v celé zemi. V roce 1885 v Omdurmánu zemřel po krátké nemoci Al-Mahdí, islámský reformátor a vojevůdce, který vedl protibritskou revoltu známou jako Mahdího povstání. Dnes se ve městě nachází Al-Mahdího hrobka, která byla postavena v roce 1947. Je kopií původní hrobky, kterou zbořila anglická armáda. Stříbrná kopule hrobky je viditelná i z velké dálky. Do hrobky smějí vstupovat pouze muslimové. V západní části města je největší súdánský trh s velbloudy.

## Fotogalerie

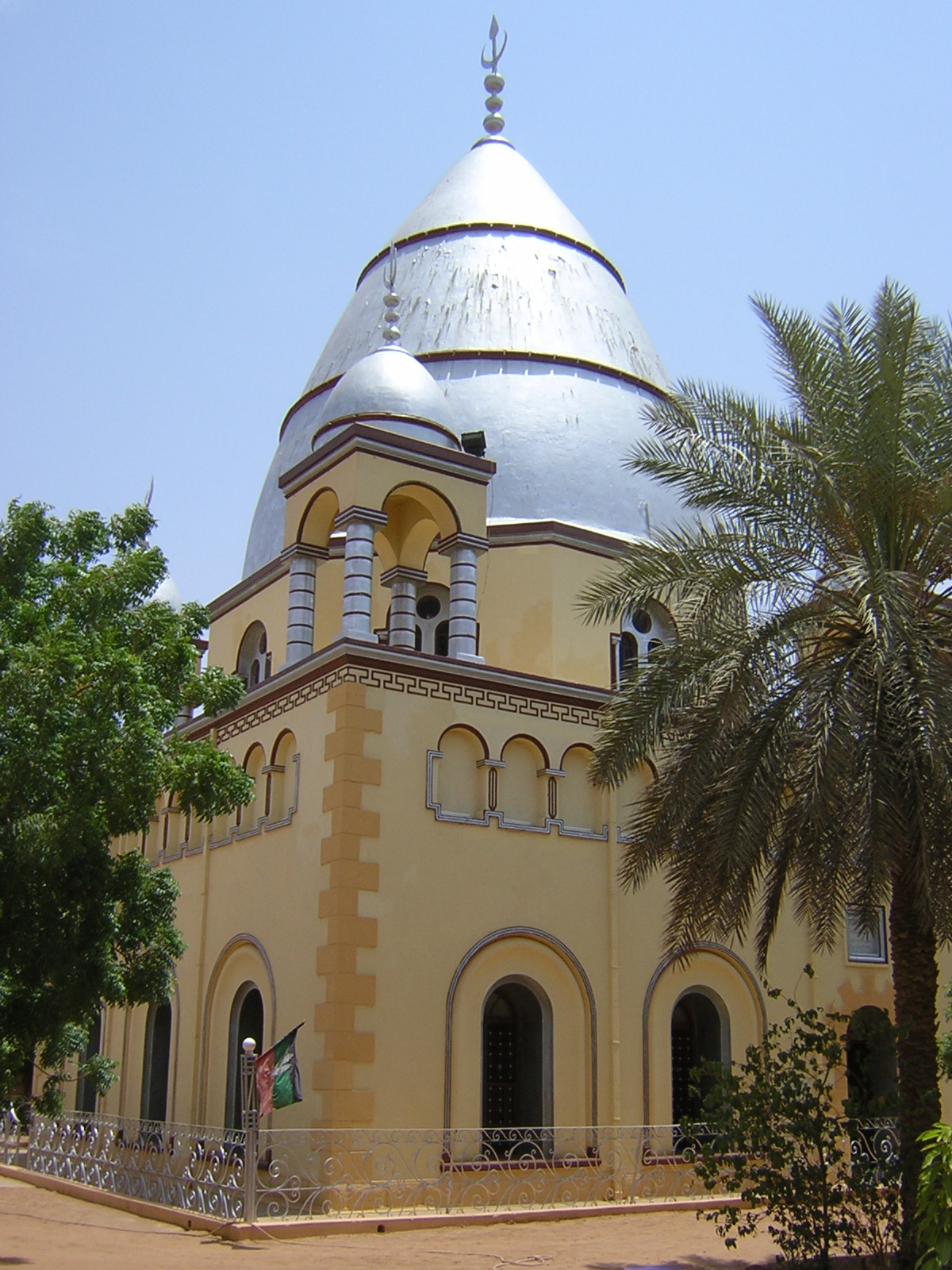
Mahdího hrobka
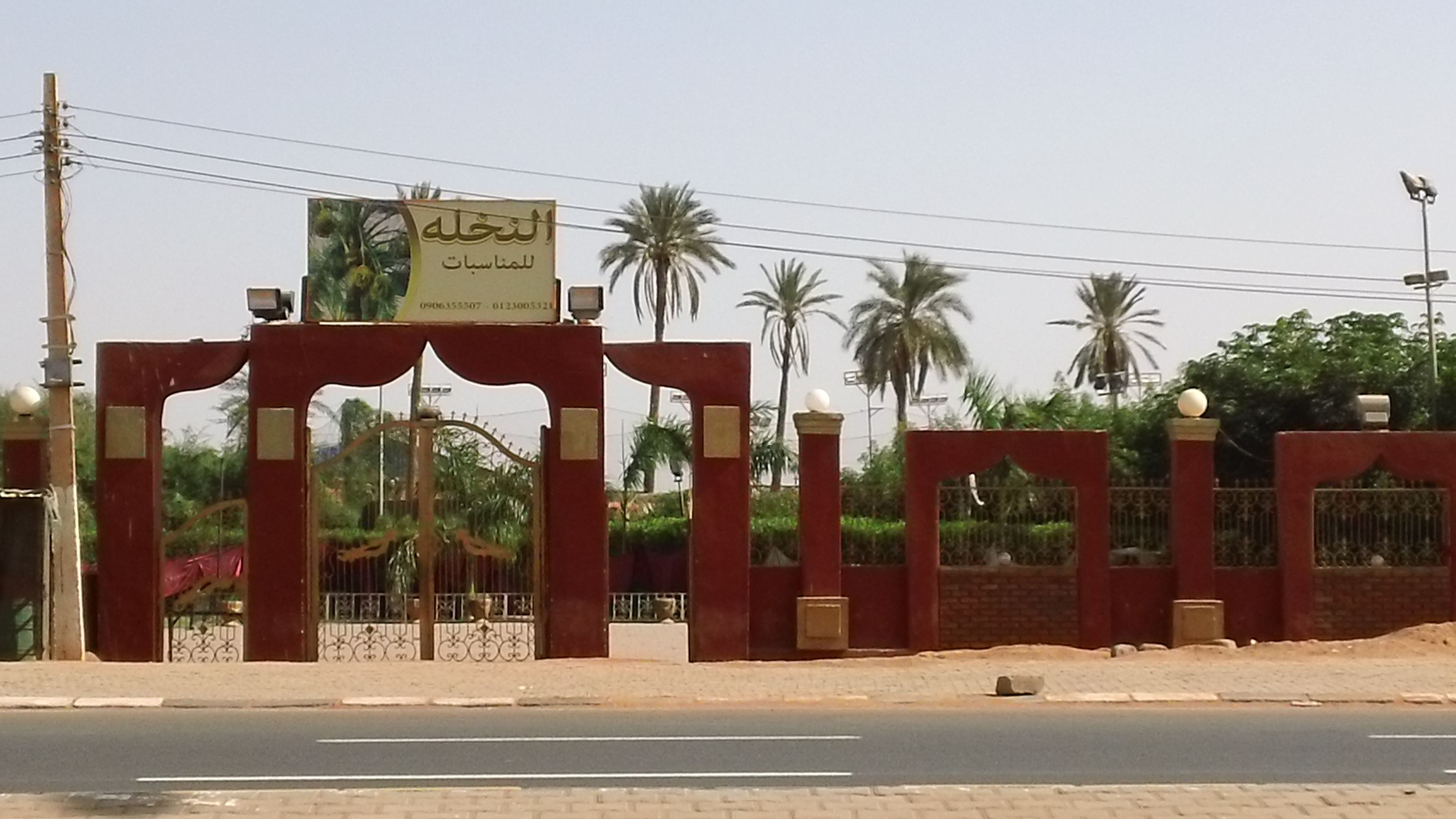
Alnakhla Park